# Теории заговора об НЛО

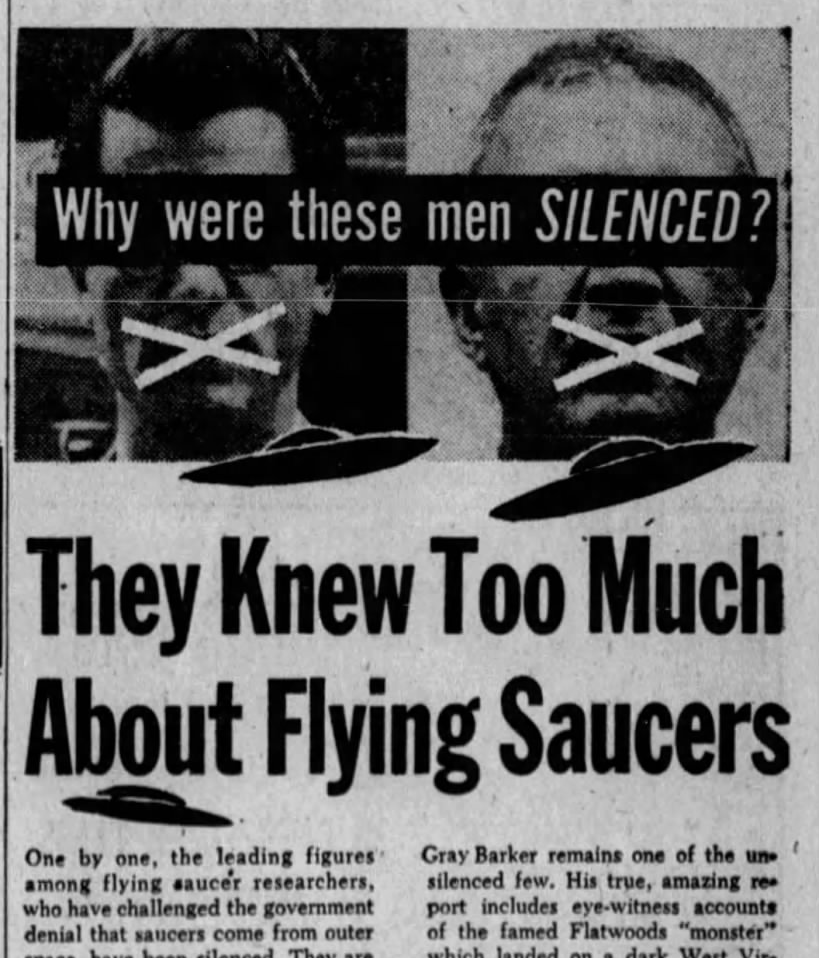
Реклама 1956 года, оформленная как газетная статья, для книги «Они слишком много знали о летающих тарелках», в которой продвигается теория заговора о том, что правительственные агенты заставляют молчать очевидцев НЛО

Теории заговора об НЛО — разновидность теорий заговора, в которых утверждается, что правительства и политики во всём мире, в частности правительство Соединённых Штатов, скрывают доказательства принадлежности неопознанных летающих объектов представителям нечеловеческого (инопланетного) разума или создания этих объектов с использованием инопланетных технологий; утверждается, что правительства поддерживают связь или сотрудничают с инопланетянами, несмотря на публичные опровержения. Некоторые из этих теорий утверждают, что правительства санкционируют «похищение пришельцами».
Идея, что правительства скрывают правду о приземлении инопланетян и о контактах с ними, распространена, в частности, среди уфологов.
Религиоведы отмечают, что среди сторонников теорий заговора об НЛО имеют распространение некоторые новые религиозные движения, в первую очередь «Небесные врата», «Нация ислама» и саентология.
Теории заговора об НЛО не имеют доказательств. Причина их появления связана с общим недоверием к властям и с теми фактами, что ряд правительственных деятелей допускали дезинформацию, искажение информации и ошибки. Кроме того, с 1950 года ЦРУ проявляло некоторый интерес к проблеме НЛО, что также способствовало распространению конспирологических идей среди уфологов.

## Предыстория

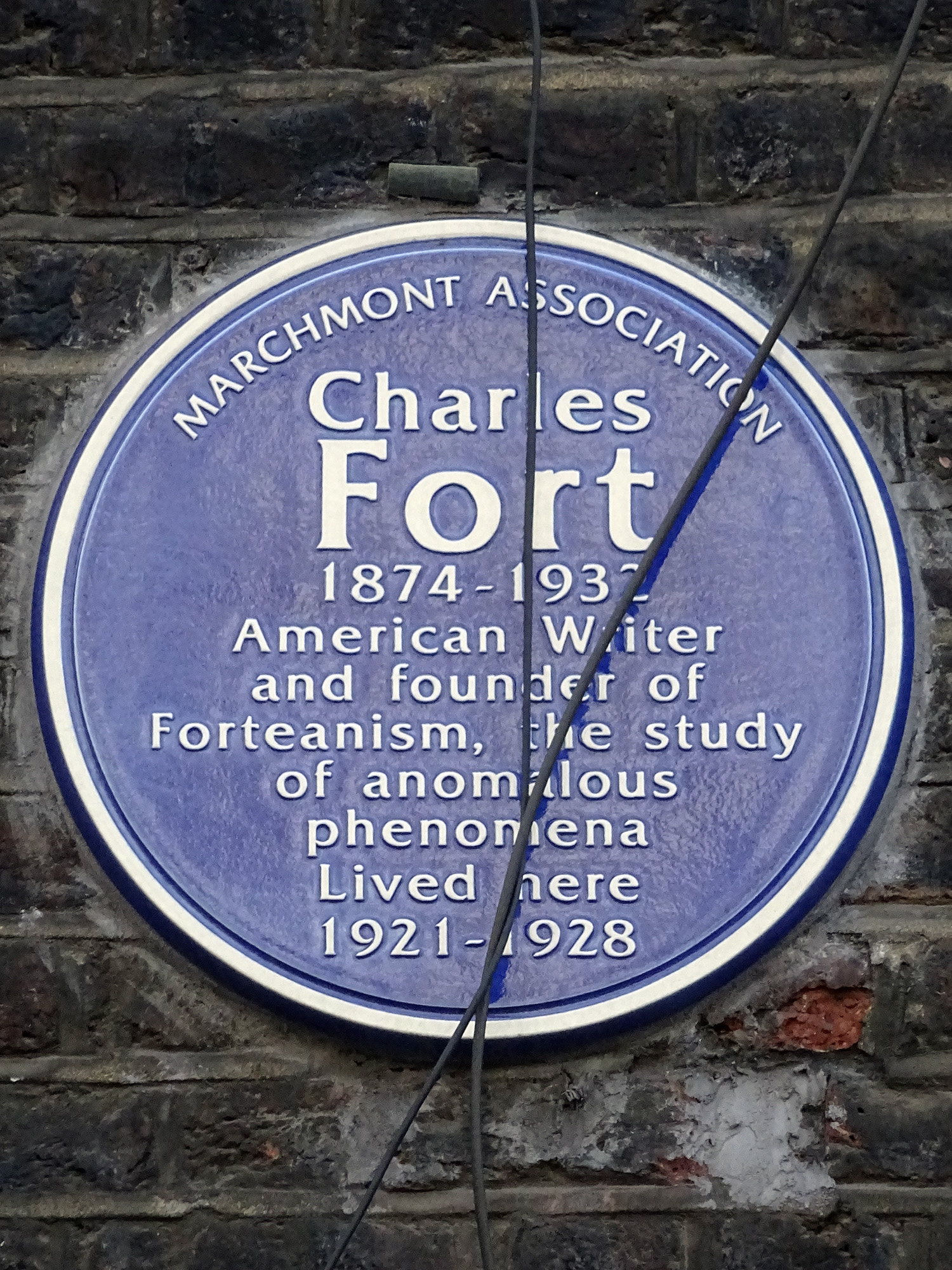
Мемориальная доска Чарльза Форта в Лондоне

У истоков сбора информации о предполагаемых НЛО стоит американский публицист Чарльз Форт. Получив в 1916 году наследство, он полностью посвятил себя сплошному просмотру периодических изданий США и Великобритании в поисках историй о предметах и животных, якобы, падавших с неба, спонтанных случаях самовозгорания человека, экстрасенсорных способностях и т. д. В 1919 году Форт напечатал первый из четырёх своих сборников сенсационных материалов, не соответствующих научной картине мира, — «Книгу проклятых». В этой книге Форт характеризовал себя как «истинного скептика» и «антидогматика». Далее Форт выпустил ещё три книги аналогичного содержания: «Новые земли» (1923), «Вот!» (1931) и «Дикие таланты» (1932). В этих книгах постулируется существование так называемого «Супер-Саргассова моря», откуда на Землю выпадают вещи и живые существа. Разумные обитатели надземного пространства, по мнению Форта, связаны с тайными обществами внизу, вероятно, при помощи телепатии и телепортации (этот термин впервые был предложен именно Чарльзом Фортом).
В 1915 году Форт направил письмо Теодору Драйзеру, где сообщал об открытии «фактора X», которому посвятил одноимённую книгу (Х). Форт рассматривал идею, что всеми событиями, происходящими на Земле, управляют марсиане посредством таинственных лучей, так что человечество является своего рода «фотографической плёнкой», на которой «проявляется» внешнее воздействие, человечество с его мыслительной деятельностью — эманация космического разума. «Книга проклятых» (1919) построена на чередовании подборок тех или иных странных «фактов» и резких выпадов в адрес науки. Утверждается, что земляне — собственность неких инопланетных существ, и постулируется идея палеоконтакта. В 1925 году Форт опубликовал в нескольких газетах Филадельфии, Нью-Йорка и Лондона сообщения, в которых предположил, что светящиеся огни в небесах и таинственные падения предметов могут быть следами пришельцев из других миров. В письме в лондонской «Таймс» от 5 сентября 1926 года он заявил, что если Марс обитаем, то отсутствие явного желания марсиан приземлиться в Центральном парке объясняется тем, что они веками поддерживали «оккультную связь» с землянами, если не сказать большего, и предсказывал новую волну наблюдений во время очередного великого противостояния.

## Розуэлльский инцидент

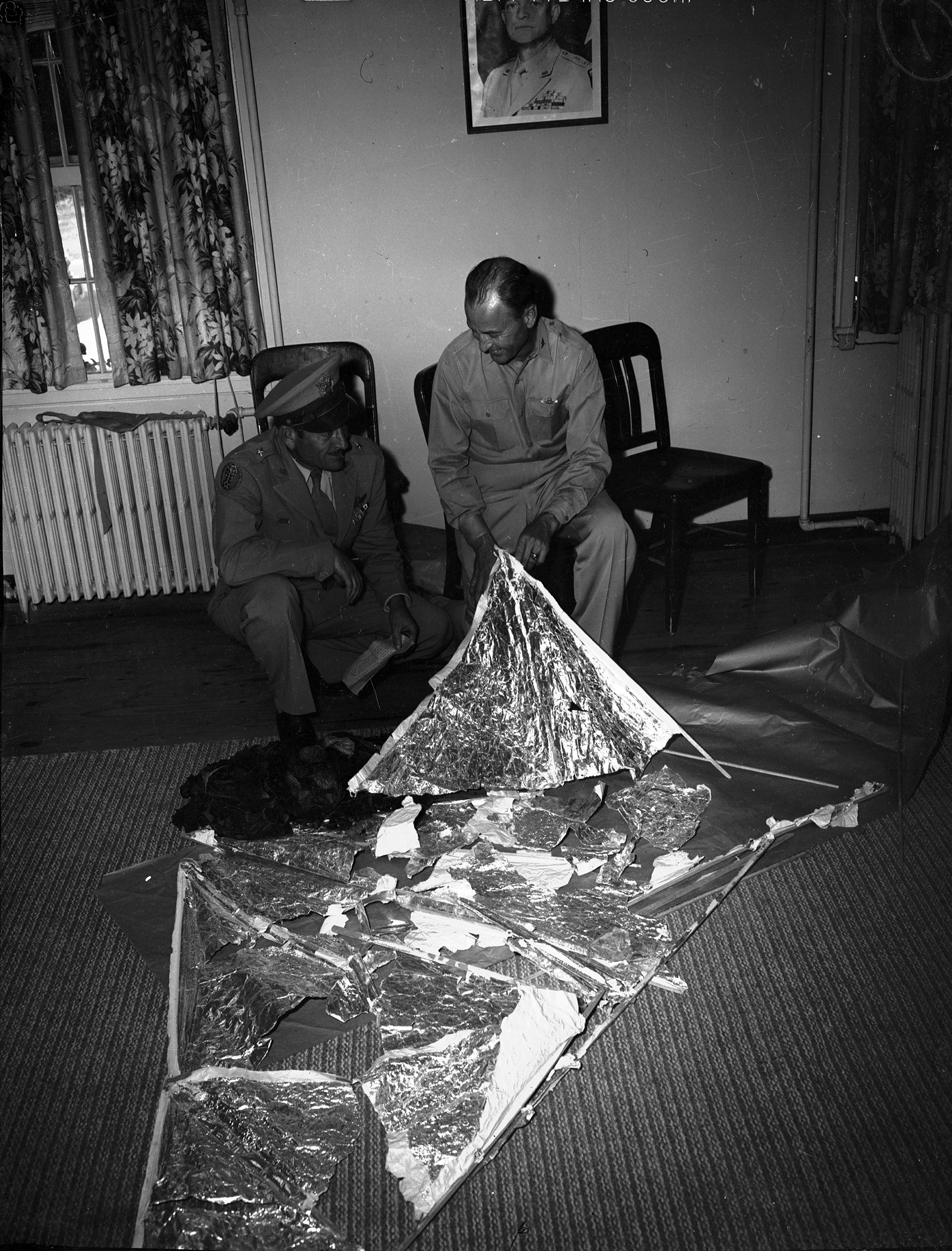
Бригадный генерал Роджер Рейми и полковник Томас Дюбоз с остатками метеозонда. Форт-Уэрт, 8 июля 1947 года

Одним из наиболее известных событий, связываемых с инопланетянами, является Розуэлльский инцидент, предполагаемое крушение НЛО близ города Розуэлл в штате Нью-Мексико, США в июле 1947 года. На ранчо недалеко от деревни Короны, штат Нью-Мексико офицерами ВВС США с авиабазы Розуэлл были обнаружены металлические и резиновые обломки. 8 июля 1947 года авиабаза Розуэлл выпустила пресс-релиз, в котором говорилось, что они обнаружили «летающий диск». Армия быстро отказалась от заявления и вместо этого заявила, что разбившийся объект был обычным метеозондом. Инцидент не был широко обсуждаемым до конца 1970-х годов, когда майор в отставке Джесси Марсел в интервью уфологу Стэнтону Фридману заявил, что, по его мнению, обнаруженные им обломки были внеземными. Его история получила широкое распространение среди энтузиастов темы НЛО и уфологов и упоминается в нескольких документальных фильмах. В феврале 1980 года таблоид The National Enquirer взял собственное интервью у Марселя, которое способствовало ещё более широкой популяризации инцидента.
Инцидент стал основой для теорий заговора, утверждающих, что обломки обладают необычными свойствами, представляют собой результат крушения «летающей тарелки», а эта информация скрывается правительством Соединенных Штатов. В различных публицистических источниках популярна версия, согласно которой объект был внеземным кораблём, а его пилот являлся инопланетянином, которого правительство США захватило и засекретило.
В 1994 году ВВС США опубликовали отчёт, в котором разбившийся объект был идентифицирован как аэростат из проекта «Могол» для наблюдения за ядерными испытаниями.
Событие стало одним из самых известных «паранормальных явлений» в американской поп-культуре. Связанные с этим событием теории заговора продолжают распространяться, и тема вызывает интерес в популярных СМИ. Инцидент был описан как «самое известное в мире, наиболее тщательно расследованное и наиболее тщательно опровергнутое заявление об НЛО». Благодаря инциденту название города Розуэлла часто ассоциируется с НЛО. Город извлёк выгоду из этого события. На официальной печати города теперь изображён маленький зеленый человечек. Здесь имеются многочисленные уфологические достопримечательности, статуи и изображения, проводятся уфологические мероприятия.

## Зона 51

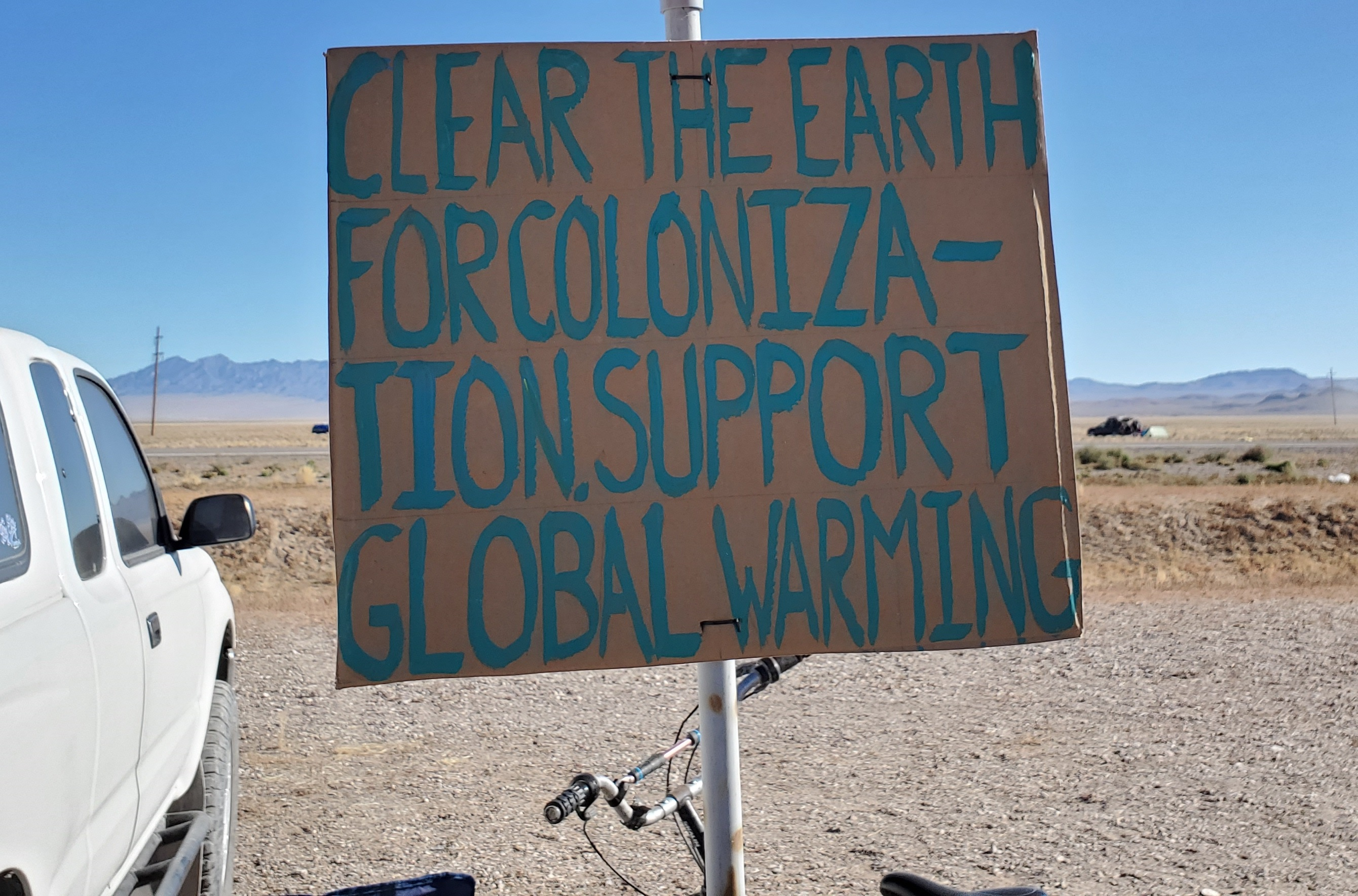
Знак протеста, сатирически предлагающий ускорить глобальное потепление, чтобы инопланетяне из космоса могли захватить Землю. Штурм Зоны 51 в 2019 году

Зона 51 — общепринятое название строго засекреченного объекта Военно-воздушных сил США (ВВС США) на Испытательном и тренировочном полигоне Невады, в 83 милях (134 км) к северо-северо-западу от Лас-Вегаса, на южном берегу сухого солёного озера Грум-Лейк. Удаленное подразделение, находящееся в ведении базы ВВС Эдвардс; официально называется аэропорт Хоми (ИКАО: KXTA, FAA LID: XTA) или Грум-Лейк (по названию озера с аэродромом). Подробности деятельности не разглашаются, но ВВС США заявляют, что это открытый тренировочный полигон, и обычно считается, что он участвует в разработке и испытании экспериментальных самолетов и систем вооружения. ВВС США и ЦРУ приобрели это место в 1955 году, прежде всего, для лётных испытаний самолета Lockheed U-2.
Высокая секретность, окружающая базу, сделала её частым предметом теорий заговора и центральным компонентом фольклора неопознанных летающих объектов (НЛО). Она никогда не объявлялась секретной базой, но все исследования и происшествия в Зоне 51 являются совершенно секретной / секретной информацией (TS/SCI). ЦРУ публично признало существование базы 25 июня 2013 года после запроса согласно Закону о свободе информации, поданного в 2005 году, и рассекретило документы, подробно описывающие историю и задачи базы.
Окрестности являются популярным туристическим направлением, в том числе небольшой город Рэйчел на так называемом «Внеземном шоссе».
27 июня 2019 года некий Мэтти Робертс из Калифорнии создал мероприятие в социальной сети Facebook, которое называлось «Штурм Зоны 51. Всех нас не остановить» (англ. Storm Area 51, They Can't Stop All of Us). Целью, по словам организатора, является выяснение правды о якобы проводящихся в Зоне 51 экспериментах над пришельцами. Несмотря на явный шуточный характер текста, мероприятие быстро привлекло колоссальное количество людей. На конец июля количество заинтересовавшихся перевалило за 3 миллиона человек, их поддержали многие знаменитости, к примеру: Киану Ривз, Илон Маск, Арнольд Шварценеггер, Чак Норрис, актеры популярного фантастического сериала «Секретные материалы» Джиллиан Андерсон и Дэвид Духовны и многие другие.
«Штурм» наступил 20 сентября. По сообщениям СМИ, от 1,500 до 3,000 собрались на фестивалях в сельской местности Невады; 150 из них приблизились к воротам Зоны. 40 человек собрались непосредственно у ворот зоны и были разогнаны властями, пять человек были арестованы.

## Люди в чёрном
Люди в чёрном (англ. Men in black — MIB) описываются как специалисты по внеземному разуму или правительственные агенты, которые посещают «очевидцев» НЛО и предупреждают их, чтобы никому не рассказывали о своих контактах с инопланетянами. Люди в черном предпочитают чёрные автомобили марки Кадиллак старых моделей. Они избегают фотографироваться и всегда одеты во всё чёрное.
Грей Баркер писал о людях в чёрном в книге «Они слишком много знали о летающих тарелках» (1956). Уфолог Джон Киль — в книге «Пророчества человека-мотылька» (1975).

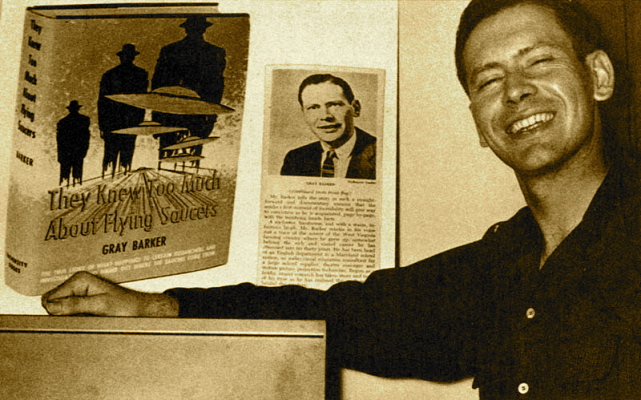
Грей Баркер

Люди в чёрном занимают видное место в уфологии, фольклоре НЛО и фантастике. В 1950-х и 1960-х годах уфологи обратились к конспирологическому образу мышления и начали опасаться организованного запугивания в ответ за открытие «правды об НЛО». Историк Аарон Гуляс писал: «В 1970-х, 1980-х и 1990-х годах сторонники теорий заговора об НЛО включали людей в чёрном в свои все более комплексные и параноидальные представления».
Джон С. Шервуд (он же «доктор Ричард Претт») раскрыл роль Грея Баркера в развитии этого мифа. В статье «Грей Баркер: мой друг, создатель мифов», опубликованной в Skeptical Inquirer, Шервуд утверждает, что в конце 1960-х годов, в возрасте 18 лет, он сотрудничал с Баркером, который убеждал его создать розыгрыш, который Баркер впоследствии опубликовал. Баркер писал о «чёрных людях», трёх таинственных обитателях НЛО, которые заставили замолчать «доктора Ричарда Х. Претта»: это был псевдоним Шервуда.
Фольклорист Джеймс Р. Льюис сравнивает рассказы о людях в чёрном с рассказами о людях, столкнувшихся с Люцифером, и предполагает, что их можно считать проявлением своего рода «психологической травмы».

## Рептилоиды
Рептилообразные персонажи фигурируют, в частности, в уфологических текстах, в различных теориях заговора. Одним из первых авторов, начавших массово распространять идеи о существовании рептилоидов, стал Дэвид Айк, по утверждениям которого ящероподобные пришельцы из космоса захватили власть над человечеством, а самые влиятельные люди на Земле, включая королеву Великобритании и различных президентов США, на самом деле являются рептилоидами.
По мнению журналистов, теории о рептилоидах и подобные им являются следствием отсутствия доверия к действиям правительств в обществе или дегуманизации в общественном сознании людей, ответственных за массовые преступления против человечности и войны. Стремление обвинять в чём-то других определяется как естественная склонность людей, которая в данном случае порождает легенды о вымышленных существах и гипотетических заговорах и позволяет связать их со всеми бедами и проблемами человечества. Рептилоиды в данном случае вполне подходят на роль универсального «врага», поскольку никогда не отреагируют ни на одно из обвинений.

## «Похищения инопланетянами»
Религиовед и политолог Майкл Баркун подчеркнул связи между радикальной политикой и теориями заговора об НЛО, инопланетных посещениях, загрязнении окружающей среды и рядом тем конспирологии. Он отмечал рост формы эклектичного и апокалиптического милленаризма, которую он назвал «импровизиональным милленаризмом». Истории об НЛО и похищениях нередко могут быть частью стигматизированных или подавленных нарративов, в рамках которых утверждается, что «ортодоксальная» позиция поддерживается для «бесчестных» целей и для того, чтобы держать общество в невежестве. Теории заговора, связанные с НЛО и инопланетянами, появились в крайне правой политике с 1980-х годов.
По словам Баркуна, в популярной культуре такие телешоу, как «Секретные материалы», не только включили инопланетян в темы теорий заговора, наряду с «ополченцами» и «чёрными вертолетами», но также демонизировали FEMA, общую цель конспирологов и милленаристов. Одна из теорий заговора утверждает, что FEMA планирует заключать «патриотов» в концентрационные лагеря во время грядущей катастрофы. Политолог Джоди Дин отметила, что истории о «похищениях инопланетянами» способствует тому, чтобы отвергнуть «консенсусную реальность» в пользу девиантных альтернативных реальностей.
Лица, рассматривающие себя как жертвы «похищений инопланетянами» часто присоединяются к сообществам самопомощи жертв и могут прибегать к сомнительной регрессивной терапии, подобно другим лицам, считающим себя жертвами детского сексуального или сатанинского ритуального насилия. Некоторые поддерживают теории заговора о сложном технологическом контроле над разумом, включая использование имплантов, направленном на то, чтобы заставить их служить «Новому мировому порядку» или антихристу, и считают важным предупредить мир об этой опасности.

## Заявления публичных лиц

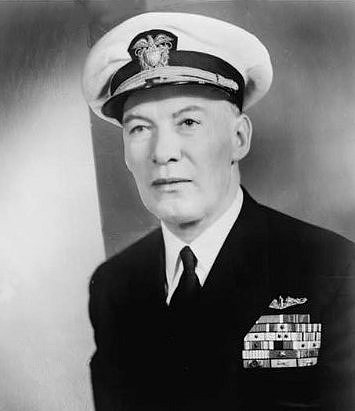
Роскоу Х. Хилленкоттер, первый директор ЦРУ

Среди лиц, публично заявивших, что доказательства, связанные с НЛО, скрываются, были сенатор США Барри Голдуотер, британский адмирал лорд Хилл-Нортон (бывший глава НАТО и начальник штаба британской обороны), американский вице-адмирал Роскоу Х. Хилленкоттер (первый директор ЦРУ), израильский бригадный генерал Хаим Эшед (бывший директор космических программ Министерства обороны Израиля), астронавты Гордон Купер и Эдгар Митчелл и бывший министр обороны Канады Пол Хеллиер. Помимо своих заявлений, они не представили никаких доказательств своих слов. Согласно Комитету скептических расследований, существует мало или совсем нет доказательств, подтверждающих эти заявления, несмотря на значительные исследования по данному вопросу, проведённые неправительственными научными учреждениями.
В 2010 году в некоторых мировых СМИ появились сообщения, что для первых и последующих контактов с инопланетянами ООН рассматривает вопрос введения института официального спецуполномоченного представителя Земли с конкретной кандидатурой Мазлан Отман. Однако затем утверждения об учреждении такого «посла землян» были опровергнуты.
В феврале 2012 года бывший консультант Пентагона и американского конгресса Тимоти Гуд заявил о том, что 34-й Президент США Дуайт Эйзенхауэр имел как минимум три встречи с представителями внеземной цивилизации. По его словам, контакты происходили на авиабазе Холломан в Нью-Мексико при многочисленных свидетелях, но доказательств таких встреч не сохранилось. Тимоти Гуд также утверждает, что это был не первый и не последний визит представителей внеземной цивилизации, но про этот случай ему известно лучше всего. Тимоти Гуд не был первым, кто заявлял об общении Эйзенхауэра с пришельцами. Ранее о подобном заявлял чиновник из Нью-Хэмпшира Генри Макэлрой. В 2010 году он утверждал, что видел предназначавшийся 34-му президенту США секретный документ, где сказано, что инопланетяне прибыли в Америку, настроены мирно и были готовы встретиться с главой государства. В этом же году Министерством обороны Британии были рассекречены документы, согласно которым с инопланетянами общался также Уинстон Черчилль. По мнению многих уфологов, Черчилль даже консультировался с Эйзенхауэром о том, как общаться с пришельцами.
В апреле 2010 года в программе «Познер» о своём контакте с внеземной цивилизацией рассказал бывший президент Республики Калмыкия и Президент Международной шахматной федерации Кирсан Илюмжинов. По его словам, встреча произошла 18 сентября 1997 года в Москве.
В 2023 году Гарри Нолан, иммунолог из Стэнфордского университета, также известный как уфолог, в ходе конференции «Пентагон, внепланетный разум и потерпевшие крушение НЛО» заявил, что инопланетяне уже посещали Землю и всё ещё пребывают на ней. Он ссылался на общение с неким лицом, которое занимается «сбором исходных данных», а также с некими людьми, работающими над «обратным проектированием потерпевших крушение летательных аппаратов». Ранее Нолан выпустил исследование по анализу материалов, которые, по его мнению, были выброшены за борт в ходе визитов НЛО.

## Результаты опросов
Согласно данным опроса агентства Ропера в 1999 году 80 % американцев считало, что правительство США скрывает информацию об инопланетных пришельцах.
По данным Российской газеты, в 2012 году 80 % считали, что правительство США скрывает от людей правду об НЛО. По данным ВЦИОМ на 2017 год, подозревали власти в сокрытии правды о внеземных цивилизациях 18 % россиян. По данным директора ВЦИОМ Валерия Фёдорова, каждый сотый россиянин (1 %) опасается возможного вторжения инопланетян. Согласно рейтингу 2018 года теория, что Землёй правят инопланетяне, была на пятом месте по популярности среди распространённых в России теорий заговора.

## В искусстве

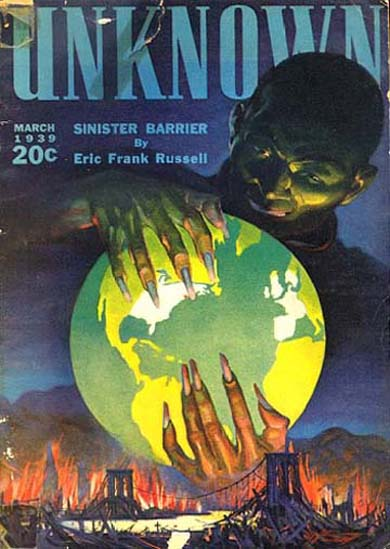
Обложка мартовского номера «Unknown» за 1939 год с иллюстрацией к роману «Зловещему барьеру» американского писателя-фантаста Эрика Рассела, по сюжету которого человечеством тайно руководят пришельцы

В массовой литературе ссылка на «Книгу проклятых» Чарльза Форта впервые появилась в рассказе «Следы ниоткуда» американского писателя Джорджа Ингленда, который был опубликован в 1923 году в журнале «Science and Invention»:

— Чарлз Форт, величайший авторитет в вопросах необъяснимых феноменов, в своей «Книге проклятых» описывает бесчисленное количество происшествий, которые наука не в состоянии объяснить. Он утверждает, что наша планета когда-то была ничейной и самые разные существа боролись между собой за право обладания ею, чтобы пользоваться её богатствами. Но теперь над нею властвуют только победители в той борьбе.
В 1960-х годах появились фильмы о заговоре, такие как «2001: Космическая одиссея» (а также роман). В 1970-х годах тема заговора, связанного с НЛО кратко затрагивался в фильме Джека Николсона «Беспечный ездок» и подробно раскрыта в фильме Стивена Спилберга «Близкие контакты третьей степени». В 1980-х годах Спилберг вернулся к этой теме в фильме «Инопланетянин», в то время как «Полет навигатора» Диснея познакомил с теориями заговора НЛО детскую аудиторию. Теории заговора об НЛО присутствовали в таких фильмах 1990-х годов, как «Вспомнить всё», «День независимости» и «Люди в чёрном»:179. Тема сокрытия правительствами информацию о внеземных существах затронута также в таких телесериалах и фильмах, как «Секретные материалы», «Тёмные небеса» и «Звёздные врата». В марте 2001 года бывший астронавт и сенатор США Джон Гленн появился в эпизоде телесериала «Фрейзер», сыграв вымышленную версию самого себя, который признается в сокрытии информации об НЛО. Сюжет романа Сидни Шелдона «Конец света» включает заговор НЛО, как и сюжет сериала 2021 года «Американская история ужасов: Двойной сеанс».
Один из наиболее проработанных сеттингов о таком заговоре представлен в серии американских научно-фантастических фильмов «Люди в чёрном», снятой Барри Зонненфельдом и основанной на серии одноимённых комиксов Лоуэлла Каннингема.